# Груздь бахромистый
Груздь бахромистый (лат. Lactárius citriólens) — вид грибов, входящий в род Млечник (Lactarius) семейства Сыроежковые (Russulaceae).

## Описание
Пластинчатый шляпконожечный гриб с млечным соком. Шляпка взрослых грибов достигает 10—20 см в диаметре, выпуклая, с заметным углублением в центре, по всей поверхности с разбросанными волокнами, по краю образующими «бахрому» до 1 см длиной, край сначала подвёрнут, затем разворачивается. В центре шляпка во влажную погоду обычно слизистая. Окраска поверхности желтовато- или охристо-палевая, выступающие волокна охристые, более ярко окрашенные. Пластинки гименофора нисходящие на ножку, около неё часто ветвящиеся, розовато-охристо-палевые.
Мякоть мясистая, жёсткая, хрупкая подобно всем представителям семейства, бледно-жёлтого цвета, в ножке иногда розоватая. Млечный сок сначала белый, на воздухе заметно желтеющий, с жгуче-острым вкусом, с фруктовым запахом, иногда описываемым как запах «перезрелого лимона». При контакте с раствором KOH мякоть становится яично-жёлтой, млечный сок — оранжевым.
Ножка крепкая, цилиндрическая или сужающаяся книзу, 4—8 см длиной и 2—4,5 см в диаметре, с возрастом полая. Поверхность окрашена в желтовато-палевые тона, у основания иногда с немногочисленными малозаметными более тёмными пятнами, у молодых грибов бархатисто-волосистая, этот характерный признак обычно остаётся у взрослых грибов лишь в основании.
Споровый отпечаток бледно-охристого цвета, часто бледно-розоватый. Споры 7,5—8,5×6 мкм, широкоэллиптические до почти шаровидных, с хорошо выраженным сетчатым узором и немногочисленными изолированными бородавками.
Подобно многим млечникам, считается несъедобным или условно-съедобным грибом, обладает горьким вкусом, требующим длительного вымачивания при солении.

### Сходные виды
Наиболее характерные признаки груздя бахромистого — крепкая мякоть, заметная сухая «бахрома» по краю шляпки и волосистое даже у взрослых грибов основание ножки. Наиболее родственные европейские виды — Lactarius scrobiculatus, Lactarius aquizonatus, Lactarius resimus, Lactarius auriolla, Lactarius leonis, Lactarius intermedius, Lactarius olivinus и Lactarius tuomikoskii. Из них легче всего спутать этот вид с L. aquizonatus и L. resimus, также произрастающими под лиственными деревьями.
- Lactarius aquizonatus Kytöv., 1984 произрастает в хвойных и лиственных лесах с берёзой, сосной, ивой или осиной. Отличается водянистыми зонами ближе к краю шляпки, влажными бахромчатыми волокнами по краю, с возрастом иногда исчезающими, более выраженными пятнами на ножке и отсутствием опушения в её основании.
- Lactarius resimus (Fr.) Fr., 1838 — Груздь настоящий — произрастает в различных типах леса, часто с берёзой или сосной. Отличается короткой «бахромой» по краю шляпки, вскоре исчезающей, гладкой, липкой поверхностью шляпки, долго сохраняющей белый цвет, и отсутствием волосистого основания ножки.
- Lactarius pubescens (Schrad.) Fr., 1838 — Волнушка белая — встречается под берёзой. Млечный сок этого вида не меняет цвета на воздухе. Шляпка заметно волокнистая, край с длинными переплетающимися волосками. Ножка белая, часто с оранжеватой или розоватой зоной.

## Экология и ареал
Широко распространён в Европе, однако повсеместно довольно редок. Образует микоризу с берёзой, дубом, буком, грабом, лещиной, встречается также и в смешанных лесах.

## Синонимы
- Lactarius cilicioides sensu auct., nom. ambig.